# Клятка (Лодзинське воєводство)
Клятка (пол. Klatka) — село в Польщі, у гміні Верушув Верушовського повіту Лодзинського воєводства.
Населення — 196 осіб (2011).
У 1975-1998 роках село належало до Каліського воєводства.

## Демографія
Демографічна структура станом на 31 березня 2011 року:
|          | Загалом | Допрацездатний вік | Працездатний вік | Постпрацездатний вік |
| -------- | ------- | ------------------ | ---------------- | -------------------- |
| Чоловіки | 100     | 29                 | 60               | 11                   |
| Жінки    | 96      | 25                 | 53               | 18                   |
| Разом    | 196     | 54                 | 113              | 29                   |